# ویتنی متسلر
ویتنی متسلر (به انگلیسی: Whitney Metzler) (زادهٔ ۱۹ آوریل ۱۹۷۸) شناگر اهل ایالات متحده آمریکا است.